# Girls Walk By
Girls Walk By was een Roermondse popgroep die in de periode 1977 - 1982 vooral in Limburg optrad. Een van de bandleden was Gé Reinders, die samen met Julien van de Loo het gezicht vormde.

## Biografie
De band werd in 1977 opgericht door Gé Reinders en Henk Smeets, beiden afkomstig uit het Roermondse Zimmermann. De band speelde op festivals als Jazz Bilzen (waar zowel de pers- als juryprijs werd gewonnen) en Pinkpop. De eerste LP werd geproduceerd door Erwin Musper en Pierre Beckers, beiden afkomstig uit de band Partner.
Na vier jaar besloten de bandleden te stoppen. De LP Chairs On The Table moest het sluitstuk worden van het korte bestaan. Van het laatste optreden in La Rochelle in Roggel, op 13 maart 1982, verscheen nog een derde album, The Last Walk, waarvan zowel de hoes als de titel een directe verwijzing zijn naar The Last Waltz van The Band.
Nadat de band ermee stopte, bleven de meeste bandleden actief in het Limburgse muziekcircuit, maar het succes van Girls Walk By werd door de andere bands niet meer geëvenaard. Dat lukte wel Gé Reinders die met Bloasmuziek de top2000 wist te bereiken.
In 2006 gaf de band een reünieconcert in La Rochelle in Roggel en er verscheen een biografie. In 2019 trad de band op tijdens het muziekjubileum van toetsenist Tjeu Geelen. 
Op 29 oktober 2022 verscheen een box (Complete & remastered) met drie CD's van de eerdere LP's, aangevuld met enkele nummers die eerder op single of op een verzamelaar verschenen waren, en niet eerder uitgebrachte nummers. Ter gelegenheid hiervan stond Girls Walk By op 29 en 30 oktober 2022 nog twee maal op het podium. Beide concerten werden gegeven in een uitverkocht La Rochelle.

## Bandleden
- Harrie Creemers - gitaar
- Funs Douma - zang, gitaar, saxofoon
- Tjeu Geelen - orgel, piano
- Theo de Grood - bas
- Julien van de Loo - zang, mondharmonica, gitaar
- Gé Reinders - zang, gitaar, saxofoon, mondharmonica
- Henk Smeets - drums

## Discografie - LP's
- As Soon As We're In Tune (1979)
- Chairs On The Table (1981)
- The Last Walk (1982 - live)

## Discografie - CD's
- Complete & remastered (2022). Deze CD-box bevat de drie LP's, aangevuld met enkele andere nummers.

## Discografie - Singles
- Tonight's The Night / Fly Fly Angel (1979)
- Trouble / Just A Little Bit Of Nothing (1980)
- Them Fight / The more You Live (1981)

## Discografie - Compilaties
- Jazz Bilzen (Willin' en Spring Fever) (1978 - live)
- Southern Harvest (Tonight's The Night en Fly Fly Angel) (1978)
- Music From Holland With Love (Tonight's the night) (1979)
- Rock And Roll Behind The Dikes (Telephone) (1982)
- This Is Really Something Else (Don't Expect No Miracles, Bite back en Wasting Time) (1982)
- De Geschiedenis Van De Limburgse Popmuziek (Tonight's the night) (1994)

## Biografie
- "Met Terugwerkende Kracht" door Ron Bosmans (2006) (ISBN 978-90-78341-03-1)